# Caye Espanto
La Caye Espanto (en espagnol : Cayo Espanto) est une caye de la mer des Caraïbes appartenant administrativement au district de Belize. C'est l'une des multiples îles de la barrière de corail du Belize. Elle est située à l'ouest de la Caye Ambergris.  
Jusqu'en 1997, l'île n'avait pas de nom et formait l'archipel des îles Pinkerton avec deux îles minuscules adjacentes. En 1997, l’île a été achetée par l’agent immobilier américain Jeff Gram. En décembre 1998, Gram a ouvert sept villas pour les clients payants. Le complexe dispose d'un héliport, d'un spa, d'une salle de sport et d'une base de plongée PADI. Plusieurs célébrités ont visité l’île par le passé, parmi lesquelles Leonardo DiCaprio, qui a acheté à proximité la caye Blackadore avec Jeff Gram pour y installer un autre complexe.